# ヌエボ橋 (ムルシア)
ヌエボ橋（スペイン語: Puente Nuevo）は、スペイン・ムルシア州ムルシアにある、セグラ川に架けられた橋梁である。名称は「新しい橋」という意味であり、これは同じくセグラ川に架けられたロス・ペリグロス橋（別名、Puente Viejo。「古い橋」）に対して「新しい」という意味である。ヌエボ橋という名称を持つものの、ムルシア市内に現存するセグラ川を架けられた橋の中では、ヌエボ橋が2番目に古い。なお、ヌエボ橋は材料に金属を使用しており、鉄の橋（スペイン語: Puente de Hierro）の異名を持つ。

## 建設
ヌエボ橋の設計は土木技師のホセ・マリア・オルティス（José María Ortiz）が1894年に行ったものである。建設工事はバルセロナのMateriales para Ferrocarriles y Construcciones社が請け負った。建設費は592,982.95 ペセタであった。1894年に始まった工事は、1903年2月21日に完了した。

## 修復と用途変更
ヌエボ橋は、2001年3月に構造上の問題が発覚したために通行止めにされた。そしてムルシア市は、なるべくヌエボ橋の元々の形状を保ったままの状態で修復することにした。そもそもヌエボ橋は、20世紀末から21世紀初頭時点のスペインが標準的な自動車用の橋に求める荷重（(IAP-98)）に耐えられるようには設計されていなかった。元々の形状を保ったまま修復することとしため、ヌエボ橋は歩行者専用橋に変更されることになったのである。修復計画は2001年6月にハビエル・マンテローラ（Javier Manterola）が指揮していった。そうして練られた修復計画の妥当性の確認がなされた後、2002年7月26日に修復工事が開始された。以前とは異なり、今度は歩行者専用橋としてではあるものの、ヌエボ橋が公式に再び供用開始されたのは2003年5月13日のことであった。